# مارکوس شوبرت
مارکوس شوبرت (آلمانی: Markus Schubert؛ زادهٔ ۱۲ ژوئن ۱۹۹۸) بازیکن فوتبال اهل آلمان است.
از باشگاه‌هایی که در آن بازی کرده‌است می‌توان به باشگاه فوتبال دینامو درسدن و شالکه ۰۴ اشاره کرد.
وی همچنین در تیم‌های ملی فوتبال جوانان آلمان و زیر ۲۱ سال آلمان بازی کرده‌است.

## عملکرد باشگاهی

### دینامو درسدن
شوبرت با شروع در سال ۲۰۱۵ تا ۱۶، به تیم اصلی دینامو درسدن پیوست و پس از اولین بازی در بازی مقابل پرزوئن مونستر در تاریخ ۲۸ نوامبر ۲۰۱۵، به جوانترین بازیکن تاریخ این باشگاه تبدیل شد. در پی اعلام خبر عزیمت وی از این باشگاه، کریستیان فیل، مربی آن زمان تیمش این تصمیم را گرفت.

### شالکه ۰۴
در ۵ ژوئیه ۲۰۱۹، شوبرت با قراردادی چهار ساله به شالکه ۰۴ پیوست. در ۱۵ دسامبر ۲۰۱۹، او اولین بازی خود در بوندس لیگا را در خانه با نتیجه ۱–۰ مقابل آینتراخت فرانکفورت بدست آورد که در دقیقه ۶۹ پس از اخراج الکساندر نوبل، وارد زمین شد.

## عملکرد بین‌المللی
شوبرت در هر گروه سنی از زیر ۱۷ سال تا زیر ۲۱ سال نماینده آلمان است.